# Depressotrella minuta
Depressotrella minuta är en insektsart som beskrevs av Andrej Vasiljevitj Gorochov 2005. Depressotrella minuta ingår i släktet Depressotrella och familjen syrsor. Inga underarter finns listade i Catalogue of Life.